# Сосновка (Моргауський район)
Сосно́вка (рос. Сосновка, чув. Сосновка) — присілок у Чувашії Російської Федерації, у складі Александровського сільського поселення Моргауського району.
Населення — 137 осіб (2010; 145 в 2002, 183 в 1979; 203 в 1939, 180 в 1926, 139 в 1897, 63 в 1858).

## Історія
Історичні назви — Риковіна, Риковкін, Риковкіно (до 7 серпня 1939 року). Утворився як виселок села Єнасал (Александровське). До 1866 року селяни мали статус державних, займались землеробством, тваринництвом. У 1870-их роках працювало 3 вітряки. 1930 року створено колгосп «Хĕрлĕ Çар». До 1927 року присілок перебував у складі Шуматівської волості Ядрінського повіту. 1927 року присілок переданий до складу Аліковського району, 1939 року — до складу Совєтського, 1956 року — до складу Моргауського, 1959 року — повернутий до складу Аліковського, 1962 року — до складу Ядрінського, 1964 року — повернутий до складу Моргауського району.